# Антим Кумарианос
Антим (на гръцки: Άνθιμος, Антимос) е православен духовник, скопски митрополит във втората половина на XVIII век.

## Биография
Роден е със светското име Кумарианос (Κουμαριανός) около 1710 година в село Амонаклиос на остров Андрос. Ръкоположен е за митрополит на Скопската епархия, тогава подчинена на Печката архиепископия вероятно в 1747 година. Около 1764 година подава оставка по финансови причини. През 1765 – 1767 година пребивава в Цариград. В 1767 година е възстановен на скопската катедра, която вече е в диоцеза на Вселенската патриаршия. На 26 октомври 1775 година подава оставка по болест. Оттегля се в Амонаклиос, където умира около 1790 година.